# Luigi Villa
Luigi Villa (Milaan), is een Italiaanse backgammonspeler uit Milaan. 
In 1979 won hij het wereldkampioenschap backgammon in Monte Carlo. In hetzelfde jaar verloor hij een match met zeven punten tegen het computerprogramma BKG 9.8. Hij was hiermee de eerste wereldkampioen die een bordspel verloor tegen een software programma. Alhoewel het spel van Luigi Villa sterker was, had de computer meer geluk met het rollen van de dobbelstenen. De computer won met een score van 7-1. De match werd gespeeld om een geldbedrag van 5000 dollar en trok 200 kijkers. 
In 2006 werd hij tweede op het wereldkampioenschap backgammon met een score van 23-25 in een 25-puntenfinale tegen de Nederlander Philip Vischjager. 